# Фірлюк еритрейський
Фірлюк еритрейський (Mirafra gilletti) — вид горобцеподібних птахів родини жайворонкових (Alaudidae). Мешкає в Східній Африці.

## Опис
Довжина птаха становить 14—16 см, з яких від 7,7 до 9 см припадає на хвіст. Довжина дзьоба становить 16—18 мм. Середня вага становить 20—25 г. Виду не притаманний статевий диморфізм.
Голова рудувата, тім'я поцятковане бурими плямками. Над очима білі «брови». скроні і щоки поцятковані білими смужками. Потилиця і шия пухнасті, буруваті, окремі пера охристі або білі. Спина коричнева з рудуватим відтінком, надхвістя і верхні покривні пера хвоста сіро-коричневі, краї хвоста світлі.
Горло біле, груди охристі, поцятковані темними смужками. Решта нижньої частини тіла білувата, нижні покривні пера хвоста темніші. крила темно-коричневі, стернові пера темно-коричневі. Дзьоб зверху коричневий, знизу дещо світліший.

## Підвиди
Виділяють три підвиди:
- M. g. gilletti Sharpe, 1895 — східна Ефіопія, північний захід Сомалі;
- M. g. degodiensis Érard, 1976 — південно-східна Ефіопія;
- M. g. arorihensis Érard, 1976 — центр і південь Сомалі, північний схід Кенії.

## Поширення і екологія
Еритрейські фірлюки мешкають в Ефіопії, Кенії та Сомалі (однак відсутні в Еритреї). Це осілий вид птахів на всьому ареалі. Вони живуть у відкритих саванах і в степах, на висоті до 1500 м над рівнем моря. Віддають перевагу місцям з твердим, кам'янистим ґрунтом.

## Поведінка
Еритрейські фірлюки харчуються комахами і насінням. У кладці 3 яйця.